# Kabinet (computer)
 For alternative betydninger, se Kabinet. (Se også artikler, som begynder med Kabinet)
Kabinet (computerkabinet), er en kasse, som med indbygget hardware udgør en computer.
Som regel er kabinettet bygget af metal, gerne med front støbt i plast. Et af formålene med at anvende et metallisk materiale til kabinettet, er blandt andet at afskærme for indre radiostøj da bundkort anvender meget høje frekvenser, så computeren ikke forstyrrer radio- og TV-modtagelse i de ydre omgivelser.

## Kabinettyper
- Desktop / skrivebordsmodeller, standard, lavprofil og baby.
- Towermodeller, mini, midi og maxi.

## Kabinetindhold
Kabinetterne er klargjort til installation af:
- Bundkort med processor og arbejdshukommelse
- Grafikkort
- Lydkort
- harddiske
- Diskettedrev
- DVD-drev
- CD-rom-drev
- Udvidelseskort
- Strømforsyning
- Blæsere
- Kontrollere